# Il furto di Doris
Il furto di Doris (The Silk Lined Burglar) è un film muto del 1919 diretto da John Francis Dillon. La sceneggiatura di Fred Myton si basa su Miss Doris, Safe-cracker, storia di Jack Boyle pubblicata su The Red Book Magazine nel maggio 1918. Prodotto dalla Universal Film Manufacturing Company, il film aveva come interpreti Priscilla Dean, Ashton Dearholt, Sam De Grasse, Sam Appel, Lillian West, Fred Kelsey.

## Trama

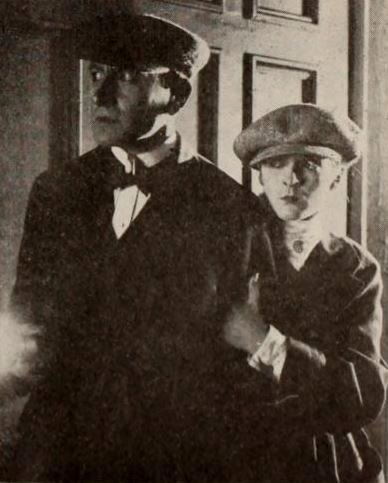
Sam De Grasse e Priscilla Dean

Boston Blackie, un ladro gentiluomo, risponde a un annuncio in cui si richiede un esperto scassinatore. Si presenta così a Doris Macon, una giovane donna che dichiara di avere il diritto morale al contenuto di una cassa blindata che lui dovrebbe forzare. Assoldato Blackie, i due entrano nella casa dove si trova la cassaforte. Nel momento in cui lui fa saltare la serratura, rientra il padrone di casa, il capitano von Hoffmeier. Doris scompare con i documenti trovati all'interno della cassaforte, mentre Blackie si occupa di alcuni dischi del fonografo che, se suonati con un ago speciale, si rivelano un mezzo usato dal nemico per registrare documenti segreti, cosa che denuncia inequivocabilmente von Hoffmeier come spia tedesca. Blackie scopre così che Doris è amica di un agente segreto che li aveva seguiti nella casa. L'uomo elogia i talenti di Blackie che, per i suoi indubbi meriti, viene ingaggiato subito dal governo per cui, in futuro, andrà a lavorare.

## Produzione
Il film fu prodotto dalla Universal Film Manufacturing Company.

## Distribuzione
Il copyright del film, richiesto dalla Universal Film Mfg. Co., Inc., fu registrato il 10 marzo 1919 con il numero LP13481.
Distribuito dalla Universal Film Manufacturing Company, il film uscì nelle sale cinematografiche statunitensi il 31 marzo 1919. In Francia, dove prese il titolo Le Plateau de cire, fu distribuito il 26 marzo 1920; in Danimarca, come Paa Kant med Loven, il 24 aprile 1922.
In Italia, la visione del film venne "approvata con riserva" nel maggio 1924 dall'ufficio censura che concesse il visto (numero 16961) a condizione che: "I. Al principio della parte 2ª dalla didascalia di cui al N. 1: "Cerco abilissimo scassinatore subito, ecc?" eliminare le parole "abilissimo scassinatore e da quella di cui al N. 2: "Giulio Boston un artista nell'arte di scassinare" eliminare le parole: "?un artista nell'arte di scassinare". Tali soppressioni dovranno essere effettuate anche nelle successive ripetizioni. Nella stessa 1ª parte sopprimere tutte le scene nelle quali si vede Giulio Boston lavorare intorno alla nitroglicerina, nonché le didascalie: "Nitroglicerina è chiamata tale miscela cui abitualmente la usa" e: "Giulio mi avevi promesso di mettere da parte per qualche tempo quella roba". II. Nella 2ª parte della didascalia di cui al N. 25: "Scusate la domanda, siete solamente uno scassinatore?" sostituire alla parola: "Scassinatore" le altre: "Persona coraggiosa". III. Nella parte 3ª sopprimere le didascalie di cui al numero N. 87 e 88 e cioè: "Ho portato un potentissimo e speciale esplosivo: la nitroglicerina. E' pericolosa se riceve delle scosse, bisogna cercare di evitargliele". Nonché eliminare le scene in cui si vede Boston fare i preparativi per far saltare la cassaforte e questa saltare in aria, riattaccando al quadro in cui si vede la cassaforte già aperta. (aprile 1922)".

### Conservazione
Copia incompleta della pellicola si trova conservata negli archivi della Library of Congress di Washington.